# Nový Tekov
Nový Tekov (německy Neubarsch, maďarsky Újbars) je obec v okrese Levice na Slovensku. Leží na pravém břehu Hronu. Do území obce částečně zasahuje Jaderná elektrárna Mochovce.

## Historie
Nový Tekov se vyvinul ze středověké trhové osady, která je písemně zmiňována v roce 1320 jako Cheturtekhel a v roce 1331 jako Zombothel. Oba názvy odkazují na trhový den (čtvrtek a sobota). V roce 1331 dostali obyvatelé právo volného stěhování do sousedního Starého Tekova. V roce 1338 se místo dostalo pod správu hradu Levice. V roce 1534 se místo objevilo pod názvem Malý Tekov. V roce 1663 turecká vojska obec zničila, ale obyvatelé se brzy vrátili. Do roku 1918 byla obec součástí Uherska. Kvůli první vídeňské arbitráži byla v letech 1938 až 1945 součástí Maďarska.
K obci Nový Tekov byla v roce 1968 přičleněna Marušová (maďarsky Marosfalva)

## Církevní stavby
- Římskokatolický kostel z roku 1811
- Reformovaný kostel z roku 1791